# Farid Ahmadi
Pour les articles homonymes, voir Ahmadi (homonymie).
Farid Ahmadi, né le 6 février 1988, est un footballeur international afghan. Il joue comme milieu de terrain au Kandahar Aryan (en) depuis 2005.

## Carrière internationale
Ahmadi fait ses débuts internationaux le 16 mars 2003 lors d'une victoire 2-1 à l'extérieur contre le Kirghizistan. Il marque à la 76e minute.

## Statistiques en équipe nationale
| Équipe nationale afghane | Équipe nationale afghane | Équipe nationale afghane |
| Année                    | Apparitions              | Buts                     |
| ------------------------ | ------------------------ | ------------------------ |
| 2003                     | 3                        | 1                        |
| Total                    | 3                        | 1                        |